# Tom Mouche
Tom Mouche est un joueur français de volley-ball né le 31 août 1990 . Il mesure 1,90 m et joue passeur.

## Clubs
| Club         | Pays   | De        | À         |
| ------------ | ------ | --------- | --------- |
| Beauvais OUC | France | 2008-2009 | 2008-2009 |